# Marius Renard
Pour les articles homonymes, voir Renard et Marius Renard.
Marius Renard (Berthecourt, 1936 - Paris 15e, 1953) est l'un des premiers greffés français.

## Biographie
Marius Renard est un charpentier de 16 ans qui, à la suite d'une chute d'un échafaudage le 18 décembre 1952, a une hémorragie incontrôlable contraignant le chirurgien qui tentait en urgence de le sauver à lui retirer son rein droit rompu à l'origine de cette hémorragie. Le médecin qui pratique l’ablation avec succès (arrêt de l'hématurie), ignorait l'absence congénitale de rein gauche de l’adolescent. Le rein artificiel n’existant pas à l’époque, c’était la mort certaine à brève échéance pour ce sujet anéphrique. 
Le professeur Jean Hamburger, père de la néphrologie, Gabriel Richet et l'équipe de Louis Michon, chirurgien urologue de l'hôpital Necker, décident de tenter une greffe sur le jeune homme, à partir d'un don d'organe effectué par sa mère qui avait supplié pour qu’on donne cette chance à son fils. Dans un premier temps, l'opération qui a lieu dans la nuit du 24 décembre 1952 semble un succès et le malade reprend rapidement des forces et peut même remarcher mais, à la suite de l'anurie brutale signant le rejet, Marius Renard meurt quatre semaines plus tard le 27 janvier 1953.